# Degerfors landskommun, Värmland
Degerfors landskommun var en tidigare kommun i Örebro län.

## Administrativ historik
Kommunen bildades den 1 januari 1925 genom en utbrytning ur Karlskoga landskommun i Karlskoga bergslags härad i Värmland.
Den 1 januari 1932, enligt beslut den 13 mars 1931, överfördes ett område på 8,93 km², varav 8,86 km² land, från Nysunds landskommun till Degerfors.
Inom landskommunen fanns sedan den 1 juni 1912 Jannelunds municipalsamhälle. Den 10 juni 1938 utvidgades municipalsamhället från 0,37 km², varav allt land, till 1,70 km², varav allt land. Efter utvidgningen av Jannelund ändrades namnet dessutom till Degerfors municipalsamhälle.
Den 1 januari 1942, enligt beslut den 12 december 1941, började samtliga stadsstadgor att tillämpas i hela landskommunen, och samtidigt upplöstes municipalsamhället.
Den 1 januari 1943, enligt beslut den 13 november 1942, ombildades landskommunen till Degerfors köping, som 1971 ombildades till Degerfors kommun.

## Kommunvapen
Degerfors landskommun förde inte något vapen.

## Geografi

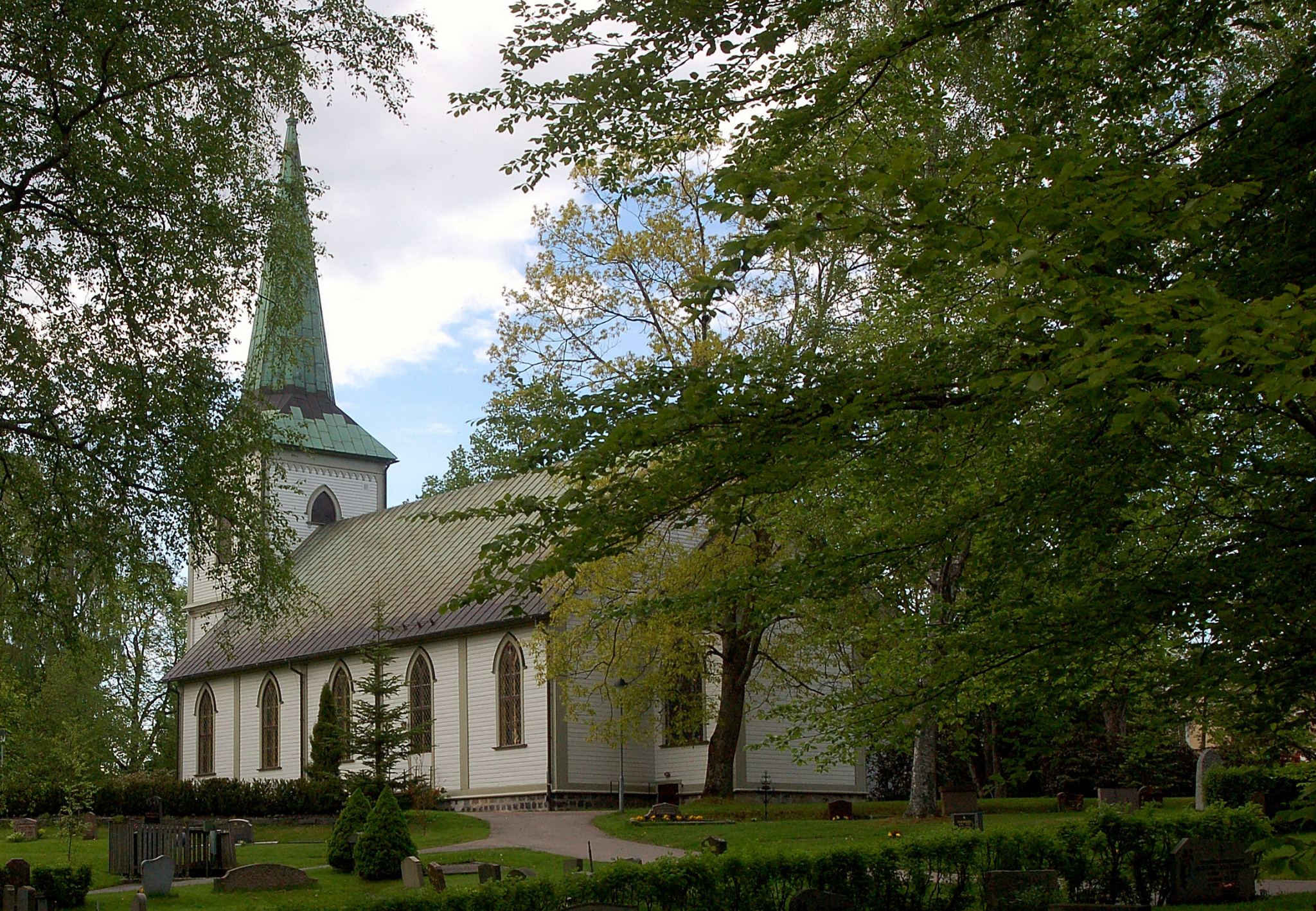
Degerfors kyrka

Degerfors landskommun omfattade den 1 januari 1925 en area på 89,74 km², varav 83,31 km² var land. Från den 1 januari 1932 var arean 98,67 km², varav 92,17 km² var land.

## Näringsliv
Den 31 december 1940 levde 72,1 % av befolkningen av industri och hantverk, 10,7 % av jordbruk med binäringar, 10,1 % av samfärdsel eller handel, 2,5 % av offentliga tjänster m.m. och 4,6 % av husligt arbete eller ospecificerad verksamhet. 

## Befolkningsutveckling

### Degerfors landskommun
| Befolkningsutvecklingen i Degerfors landskommun 1925–1942 | Befolkningsutvecklingen i Degerfors landskommun 1925–1942 | Befolkningsutvecklingen i Degerfors landskommun 1925–1942 | Befolkningsutvecklingen i Degerfors landskommun 1925–1942 | Befolkningsutvecklingen i Degerfors landskommun 1925–1942 |
| --- | --------------------------------------------------------- | --------------------------------------------------------- | --------------------------------------------------------- | --------------------------------------------------------- |
| |                                                           |                                                           |                                                           |                                                           |
| År |                                                           |                                                           | Invånare                                                  |                                                           |
| 1925 | 1925                                                      |                                                           | 5 011                                                     | 5 011                                                     |
| 1930 | 1930                                                      |                                                           | 4 881                                                     | 4 881                                                     |
| 1935 | 1935                                                      |                                                           | 5 299                                                     | 5 299                                                     |
| 1940 | 1940                                                      |                                                           | 6 029                                                     | 6 029                                                     |
| 1942 | 1942                                                      |                                                           | 6 554                                                     | 6 554                                                     |
| Inklusive Jannelunds (senare Degerfors) municipalsamhälle 1925–1942 Källa: SCB - Befolkning 1851 - 1910, SCB - Folkmängd inom administrativa områden 1910-1961 och Folkmängd 31 dec 1950-1975 i län, kommuner och församlingar enligt kommunindelningen 1 jan 1976. |                                                           |                                                           |                                                           |                                                           |

### Jannelunds municipalsamhälle
| Befolkningsutvecklingen i Jannelunds (senare Degerfors) municipalsamhälle 1925–1942 | Befolkningsutvecklingen i Jannelunds (senare Degerfors) municipalsamhälle 1925–1942 | Befolkningsutvecklingen i Jannelunds (senare Degerfors) municipalsamhälle 1925–1942 | Befolkningsutvecklingen i Jannelunds (senare Degerfors) municipalsamhälle 1925–1942 | Befolkningsutvecklingen i Jannelunds (senare Degerfors) municipalsamhälle 1925–1942 |
| --- | ----------------------------------------------------------------------------------- | ----------------------------------------------------------------------------------- | ----------------------------------------------------------------------------------- | ----------------------------------------------------------------------------------- |
| |                                                                                     |                                                                                     |                                                                                     |                                                                                     |
| År |                                                                                     |                                                                                     | Invånare                                                                            |                                                                                     |
| 1925 | 1925                                                                                |                                                                                     | 1 366                                                                               | 1 366                                                                               |
| 1930 | 1930                                                                                |                                                                                     | 1 288                                                                               | 1 288                                                                               |
| 1935 | 1935                                                                                |                                                                                     | 1 303                                                                               | 1 303                                                                               |
| 1940 | 1940                                                                                |                                                                                     | 2 222                                                                               | 2 222                                                                               |
| 1942 | 1942                                                                                |                                                                                     | 2 501                                                                               | 2 501                                                                               |
| Siffran för 1942 avser det invånartal municipalsamhället hade när det upplöstes Källa: SCB - Befolkning 1851 - 1910, SCB - Folkmängd inom administrativa områden 1910-1961 och Folkmängd 31 dec 1950-1975 i län, kommuner och församlingar enligt kommunindelningen 1 jan 1976. |                                                                                     |                                                                                     |                                                                                     |                                                                                     |

## Politik

### Mandatfördelning i Degerfors landskommun 1938
| 24 |  | 3 | 2 |

| 28 |